# Tự chèn

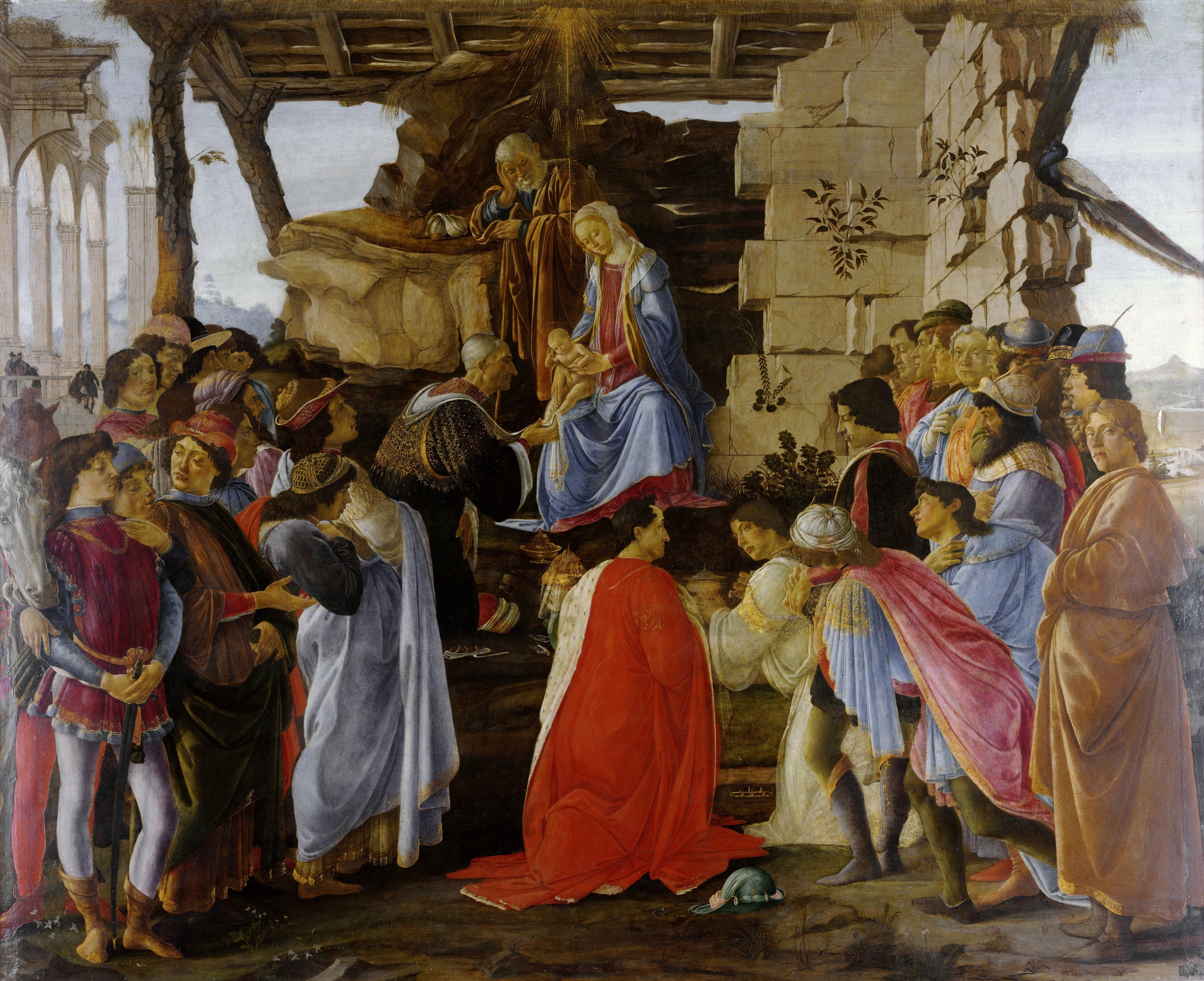
Bức tranh Adoration of the Magi (Chầu của các pháp sư) của Sandro Botticelli có một bức chân dung tự họa được chèn vào ở phía ngoài cùng bên phải: vị trí trong góc và hướng nhìn ra phía người xem rất đặc trưng của những bức chân dung tự họa như vậy.

Tự chèn là một thủ thuật văn học trong đó tác giả tự viết mình vào câu chuyện dưới vỏ bọc hoặc từ góc nhìn của một nhân vật hư cấu. Nhân vật đó dù công khai hay cách khác, cư xử giống hoặc có tính cách và thậm chí có thể được mô tả là giống với tác giả của tác phẩm về mặt thể chất.
Trong nghệ thuật thị giác, tương đương với việc tự chèn là bức chân dung tự họa được chèn vào, trong đó nghệ sĩ đưa một bức chân dung tự họa vào bức tranh về một chủ đề tường thuật. Đây đã là một công cụ/thiết bị nghệ thuật phổ biến ít nhất là từ thời Phục Hưng ở châu Âu. Trong số các nhà văn chuyên nghiệp, việc sử dụng có chủ/cố ý các kỹ thuật tự chèn ở ngôi thứ nhất và ngôi thứ ba thường được coi là một hành động không có nguồn gốc (không chính gốc/nguyên bản) từ phía tác giả và thể hiện sự thiếu hụt tư duy sáng tạo trong bài viết của tác giả.

## Hình thức văn học
Các thiết bị văn học tương tự bao gồm tác giả đóng vai trò là người kể chuyện ngôi thứ nhất (first-person narrative) hoặc viết đại diện tác giả (author surrogate) ở ngôi thứ ba hoặc thêm vào một nhân vật dựa trên tác giả một phần, cho dù tác giả có cố ý đưa nó vào hay không. Nhiều nhân vật được mô tả là vô tình tự chèn vào, ngụ ý rằng tác giả của họ (các nhân vật) đang vô thức sử dụng họ làm người đại diện tác giả.
Việc tự chèn cũng có thể được sử dụng trong câu chuyện ở ngôi thứ hai, sử dụng trí tưởng tượng của người đọc và sự đình chỉ hoài nghi của anh ta. Người đọc, được nhắc đến ở ngôi thứ hai, được miêu tả là đang tương tác với một nhân vật khác, với mục đích khuyến khích người đọc hòa mình (immersion, dive) và tâm lý phóng chiếu (psychological projection) bản thân vào câu chuyện, hình dung rằng chính anh ta đang thực hiện câu chuyện đã viết. Mặc dù các ví dụ trong tiểu thuyết đã xuất bản về việc tự chèn ngôi thứ hai là rất hiếm, nhưng việc sử dụng như vậy lại phổ biến trong fan fiction, trong đó người đọc được ghép đôi với một nhân vật hư cấu, thường trong bối cảnh thân mật.

## Ví dụ

### Việt Nam
Tác phẩm Lục Vân Tiên là truyện thơ Nôm được sáng tác bởi nhà văn Nguyễn Đình Chiểu.

### Nhật Bản

#### Manga
Người Bà Tài Giỏi Vùng Saga của tác giả Yoshichi Shimada minh họa bởi họa sĩ Saburo Ishikawa. Nhóc Maruko của nữ tác giả Sakura Momoko.v.v.